# Sigma Bootis
Sigma Bootis (σ Bootis, förkortad Sigma Boo, σ Boo), som är stjärnans Bayer-beteckning, är en ensam stjärna i mellersta delen av stjärnbilden Björnvaktaren. Den har en skenbar magnitud av 4,46 och är synlig för blotta ögat där ljusföroreningar ej förekommer. Baserat på parallaxmätning inom Hipparcosuppdraget på ca 63,2 mas, beräknas den befinna sig på ett avstånd av ca 52 ljusår (16 parsek) från solen.

## Egenskaper
Sigma Bootis är en vit till gul stjärna i huvudserien av spektralklass F4 Vk F2mF1. Den har en massa som är omkring 50 procent större än solens massa, en radie som är ca 1,4 gånger solens radie och avger ca 3,5 gånger mer energi än solen från dess fotosfär vid en effektiv temperatur på ca 6 600 K. Stjärnan misstänks, liksom många andra av dess spektralklass, kunna vara en variabel av Delta Scuti-typ med flera olika variationsperioder i timskala.
Undersökningar med Spitzer och Herschels rymdteleskop kunde inte belägga ett överskott av infraröd strålning vid våglängder upp till 160 μm runt Sigma Bootis. HOSTS-undersökning med det stora dubbelteleskopet rapporterade dock en upptäckt av ett överskott i den fjärrinfraröda delen, vilket tyder på närvaro av exozodiakalt stoft nära stjärnens beboeliga zon.